# XM-25

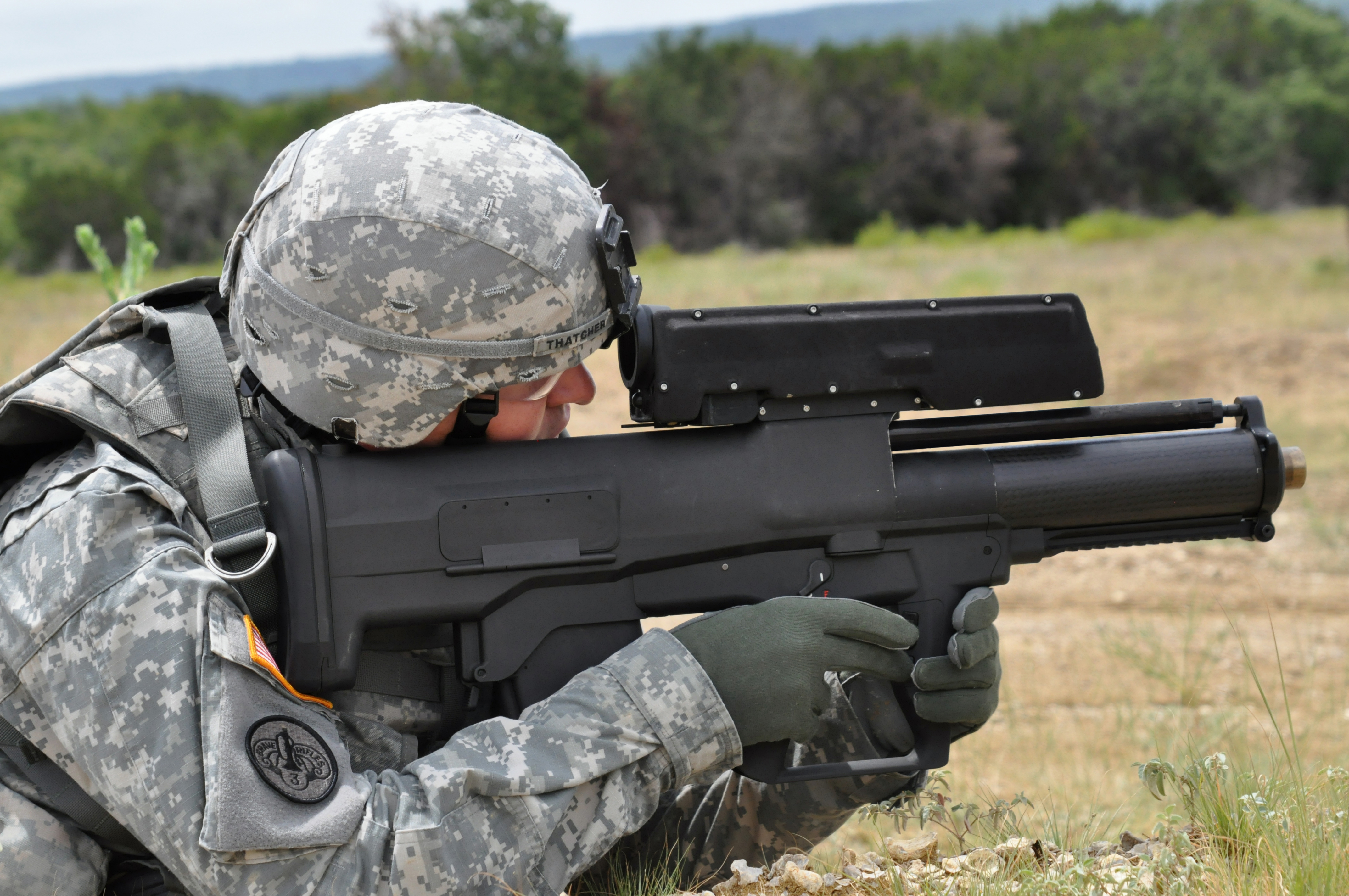
Гранатомет XM25, 2009

XM-25 CDTE (англ. Counter Defilade Target Engagement) — гранатомётный комплекс, разработанный компаниями Heckler & Koch, Германия и Alliant Techsystems, США (с 2015 года Orbital ATK) для сухопутных войск США на основе системы XM29 OICW. Разработка оружия проводилась в рамках Small Arms Master Plan после разделения программы OICW на две независимые составные части: Heckler & Koch XM8 и XM25. Планировалось принятие комплекса на вооружение в 2014 году. Однако в 2018 году программа была закрыта.

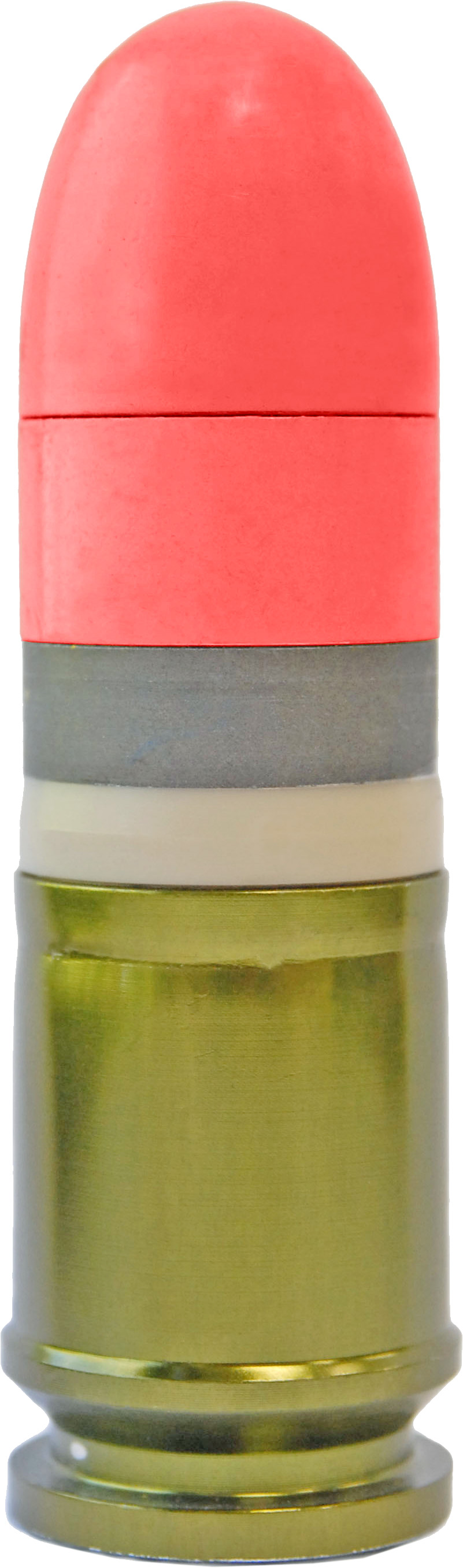
25×40 мм патрон с гранатой кумулятивного действия.

## Назначение
Гранатомёт, боеприпас которого действует по принципу дистанционного подрыва. Предназначен для поражения как открыто расположенной живой силы противника, так и укрытой за складками местности, деревьями и временными укрытиями.

## Конструкция
Полуавтоматический 25-мм гранатомёт, работающий в сопряжении с электронной системой управления огнём (СУО) англ. Target Acquisition/ Fire Control System (TA/FCS). Электронное управление позволяет производить подрыв гранаты в воздухе непосредственно над целью. Особенностью системы является электронный программируемый взрыватель гранаты, позволяющий отрабатывать число оборотов / дистанцию, заданное при программировании взрывателя в тракте питания. Дальность до цели определяется непосредственно перед выстрелом с помощью встроенного в прицельный модуль лазерного дальномера. Подрыв снаряда происходит автоматически при достижении пройденного расстояния, соответствующего дальности до цели.

### Система управления огнём[3]
Индекс СУО XM104, масса  1,5 кг. Разработанная с использованием новейших достижений микроэлектроники, СУО XM104 объединяет в себе возможности:
- оптического прицела с дневным 2х и ночным 4х (2х оптический и 2х цифровой) каналами: ;
- баллистического вычислителя для траекторных расчётов;
- цифрового компаса;
- лазерного  дальномера;
- программатора взрывателя гранаты;
- учета факторов окружающей среды.

## Боевое применение
Несколько десятков единиц было впервые поставлено в Афганистан в октябре 2010, испытания проводились в 2010 - 2013 годах. По отзывам американских военных, гранатомет значительно повышает эффективность борьбы с легковооруженным противником, прячущимся за невысокими глинобитными стенами, то есть в типичных боевых условиях Афганистана.  Эффективная дальность оружия составляет 500 м при стрельбе по точечным целям (например, оконный проём) и 700 м при стрельбе по площадным (групповым) целям, что в два и более раз превышает дальность прицельного огня автомата Калашникова — основного оружия афганских партизан.
В июле 2013 года командующий Центром Maneuver Center of Excellence (США) генерал-лейтенант Г.Р. Макмастер выпустил меморандум, в котором подробно описал проблемы и рекомендации относительно программы XM25. Опасения генерала включали: непроверенную эффективность поражающего действия гранаты, массу системы в целом и риски, связанные с ограничениями боеспособности солдат при использовании XM25. Генерал выразил озабоченность тем, что солдат должен сдать свою винтовку (в Афганистане это карабин M4A1), чтобы нести XM25.
Макмастер заявил, что без винтовки:
- солдат не в состоянии выполнять ряд необходимых боевых задач в составе отделения;
- табельный боекомплект XM25 из 36 выстрелов быстро расходуется при стрельбе прямой наводкой;
- наблюдалось снижение способности солдата поражать цели на близком расстоянии.

## Программа внедрения
По программе OICW предполагалось заменить четырьмя такими гранатомётами все пулемёты и подствольные гранатомёты в отделении. Изделие проходило испытания в горячих точках. На момент завершения программы разработки стоимость XM25 составляла 35 тысяч долларов, при стоимости выстрела ручной сборки около 50 долларов.
При серийном производстве, ожидалось снижение стоимости гранатомета до 25 тысяч долларов и выстрела до 35 долларов за штуку. В силу значительного отставания сроков разработки оружия и выявленных проблем в 2017 году финансирование программы было прекращено, официальное принятие на вооружение не состоялось.

## Судебное разбирательство 2017 года
В 2017 году компания Orbital ATK - основной подрядчик и разработчик гранатомётных выстрелов - подала иск через Окружной суд США в округе Миннесота против германской компании - разработчика оружия - Heckler and Koch за ущерб в размере более 27 миллионов долларов США, обусловленный срывом поставки Армии 20 прототипов XM25. В иске также содержалось требование передачи прав на интеллектуальную собственность, с тем чтобы Orbital АТК могла заключить контракт с другим поставщиком на производство комплекса. В иске говорилось, что компания Heckler and Koch намеревалась получить юридические разъяснения относительно возможных нарушений Санкт-Петербургской декларации 1868 года, которая вводит запрет на "любой снаряд весом менее 400 граммов", содержащий взрывчатое вещество. После консультаций Heckler and Koch договорились, что правительство США выдаст специальный сертификат в отношении использования этой системы вооружений. Правительство США таких документов не выдало, и переговоры сорвались. В апреле 2017 года армия аннулировала свой контракт с Orbital ATK после того, как она не смогла поставить 20 единиц комплекса, как оговорено условиями контракта, поставив под угрозу оперативное будущее XM25.